# Ludovico Cati
Ludovico Cati, noto anche come Lodovico Cati e Ludovico Cato (Ferrara, 1490 – Ferrara, 19 marzo 1553), è stato un giurista, ambasciatore e politico italiano.

## Biografia
Nacque nel 1490 a Ferrara da Rinaldo membro dei Cati, famiglia nobiliare minore originaria di Lendinara e nella sfera dei duchi d'Este, al cui servizio è possibile che il padre fosse giudice d'argine.
Si laureò a Ferrara in utroque iure il 7 agosto del 1516 ove fu discepolo di G. Calcagni, ed allievo a Bologna del noto accademico e giurista Carlo Ruini, a seguire divenne lettore di diritto civile nelle università di Ferrara ed in seguito a Bologna, succedendo alla cattedra del suo maestro. La sua attività a Bologna è dibattuta.
Mantenne questi incarichi accademici sino alla morte. La sua fama di giureconsulto lo portarono ad essere chiamato alla corte dagli Este, per coprire incarichi diplomatici tra il 1522 e il 1530. In principio fu il Duca di Ferrara Alfonso I d'Este ad affidargli impegni che lo tennero sovente lontano dallo Stato. Anche in seguito gli furono affidati diversi incarichi diplomatici presso varie corti.
Nei primi d'aprile del 1522 fu inviato dal Duca in Spagna a riverire il nuovo pontefice Adriano VI, e ribadire la fedeltà della Casa d'Este vassalla della Chiesa, non ostante le spogliazioni che gli Estensi avevano dovuto subire da parte dei predecessori Giulio II e di Leone X che erano state cagionate dalle precedenti volontà papali di accrescere ricchezze e prestigio dei loro nipoti.
Il 2 giugno Cati ebbe modo di incontrare il papa a Saragozza ove, in una solenne udienza pubblica, recitò un'orazione nella quale esprimeva al pontefice a nome del duca e della corte d'Este da lui rappresentata, il giubilo per l'avvenuta elezione al soglio pontificio. L'orazione diplomatica fu data alle stampe a Saragozza ed a seguire fu ristampata nel medesimo anno in Ferrara. Il Cati seguì il pontefice a Roma nel viaggio di rientro, nei mesi di luglio e di agosto.
Giunse presso la corte pontificia il 31 agosto dello stesso anno, ove rimase in qualità di oratore residente sino al marzo del 1524. Con sé era appresso il fratello Carlo Ariosto.
La sua missione di ambasciatore portò all'ottenimento dell'assoluzione papale dall'interdizione e dalla scomunica che era stata comminata al Duca d'Este, ed in virtù dei suoi buoni offici ottenne per gli Este la conferma del possesso dei territori San Felice, Nonantola e della Romagna estense, che il duca aveva rioccupato durante la sede vacante.
Dopo la morte di papa Adriano, rimase a Roma in attesa dell'elezione del nuovo pontefice Clemente VII, ove continuò a svolgere la sua attività diplomatica tesa ad ottenere questa volta la conferma del possesso di Reggio, che il duca aveva nuovamente occupato, e perorare la restituzione agli Este di Modena. In seguito fu inviato presso il senato di Venezia. Sono conservate negli archivi ducali, le sue orazioni tenute durante le sue missioni diplomatiche.
Attivo presso la corte di Carlo V, nel 1527 ricevette dall'imperatore diversi privilegi tra cui la concessione di utilizzare nel suo blasone l'aquila nera imperiale. Secondo alcune fonti Carlo V lo avrebbe anche investito del titolo di conte palatino ma secondo altre fonti, in forza di un diploma datato 1573, la concessione di tale titolo fu a suo figlio Renato ad opera dell'imperatore Massimiliano II.
Fu consigliere intimo del Duca Ercole II d'Este ed ebbe un ruolo apicale nella magistratura fiscale.
Aveva sposato Ippolita Nigrisoli, dalla quale ebbe quattro figli, dei quali tre di essi divennero famosi: Renato e Sigismondo in qualità di giuristi, Ercole come letterato. Morì a Ferrara il 19 marzo 1553 e fu sepolto nella chiesa interna delle monache di S. Antonio.